# Абраам Пас
Абраам Пас (ісп. Abraham Paz, нар. 29 червня 1979, Ель-Пуерто-де-Санта-Марія) — іспанський футболіст, що грав на позиції центрального захисника, зокрема за «Кадіс».

## Ігрова кар'єра
Вихованець системи підготовки гравців клубу «Кадіс». До заявки його головної команди почав потраплаяти 1996 року, утім дебютував у її складі в офіційних іграх лише в сезоні 2000/01, який команда проводила в Сегунді Б. По ходу наступного сезону вже став одним з основних центральних захисників команди, а ще ща рік, у 2003, допоміг «Кадісу» пробитися до другого іспанського дивізіону. Продовжував бути стабільним гравцем стартового складу і за два роки, у 2005, зробив внесок у перемогу в Сегунді і здобутти путівки до елітної Ла-Ліги. Сезон 2005/06 «Кадіс» із Пасом у складі провів у найвищому дивізіоні, зберегти місце в якому не зумів.
Після втрати командою місця у Ла-Лізі відіграв за «Кадіс» ще два сезони у Сегунді, а коли за результатами сезону 2007/08 він втратив місце і в другому дивізіоні, залишив рідну команду. Перейшов до «Еркулеса», де також став гравцем «основи» і після двох сезонів у другому дивізіоні повернувся до Ла-Ліги, щоправда також, як і з «Кадісом», лише на один сезон.
Згодом у 2011—2013 роках грав за друголігові «Картахену» та «Сабадель», після чого протягом 2013—2018 років грав в Ізраїлі насамперед за «Бней-Сахнін» та нетривалий час за «Маккабі» (Хайфа).
Завершував ігрову кар'єру у гібралтарській команді «Сент-Джозефс», за яку виступав протягом 2018—2019 років.

## Титули і досягнення
- Володар Суперкубка Гібралтару (1):

«Сент-Джозефс»: 2024